# پی‌یر مورل
پیر مورل (به فرانسوی: Pierre Morel) (زاده: ۱۲ مه ۱۹۶۴) فیلم‌بردار و کارگردان فیلم فرانسوی است. عمده شهرت وی بخاطر کارگردانی فیلم‌های چون بلوک ۱۳، از پاریس با عشق و ربوده شده است.

## حرفه
پیر مورل بعد از گذراندن دوره‌های آموزشی در مدرسه سینما، برای اولین بار در سال ۲۰۰۰ و در سمت فیلم‌بردار پا به عرصه سینما گذاشت. سپس در همین عنوان در سال‌های بعد با کارگردانانی چون لویی لتریر، کری یوئن، نانسی مایرز، لوک بسون و فیلیپ آت‌ول به همکاری پرداخت.
در ادامه فعالیتش در سینما، در سال ۲۰۰۴ وی اولین فیلم خودش، بلوک ۱۳ را ساخته و کارگردانی کرد و چندی بعد و به عنوان دومین فیلمش در سال ۲۰۰۸ ربوده شده را ساخت. بعد از آن‌هم در سال ۲۰۱۰ از پاریس با عشق را ساخت.

## فیلم‌‌شناسی

### در سمت فیلم‌بردار
- ۲۰۰۲ - ترانسپورتر
- ۲۰۰۵ - رهاشده
- ۲۰۰۶ - عشق و بلایای دیگر
- ۲۰۰۷ - تاکسی ۴
- ۲۰۰۷ - جنگ

### در سمت کارگردان
- ۲۰۰۴ - بلوک ۱۳
- ۲۰۰۸ - ربوده شده
- ۲۰۱۰ - از پاریس با عشق
- ۲۰۱۵ - تفنگدار
- ۲۰۱۸ - پپرمینت
- ۲۰۲۱ - کمین
- ۲۰۲۳ - آزاد
- ۲۰۲۴ - قناری سیاه